# Sounion

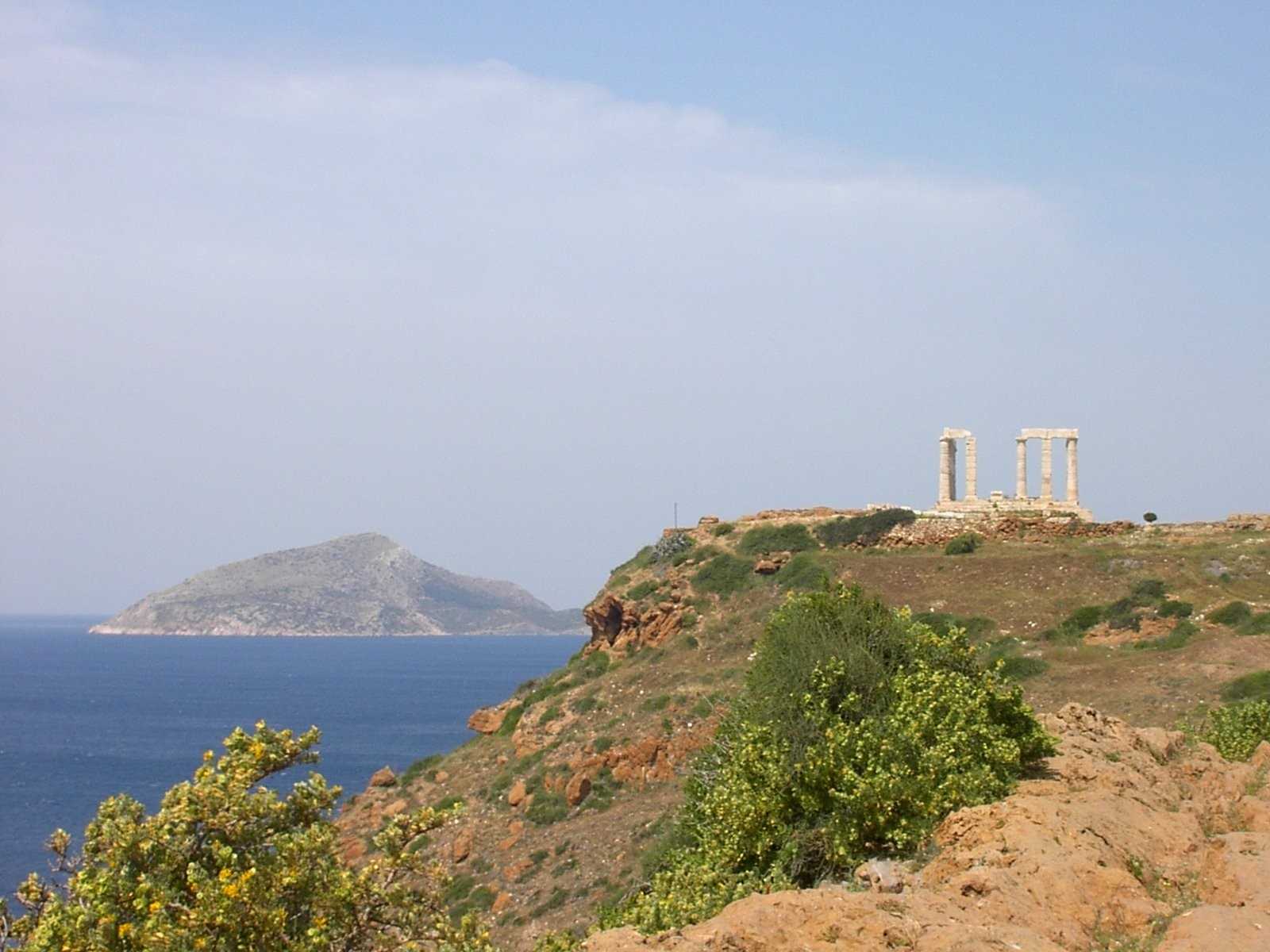
Cảnh mũi Sounio và tàn tích của ngôi đền Poseidon nhìn về phía tây, với đảo Patroklos có thể nhìn thấy trong nền

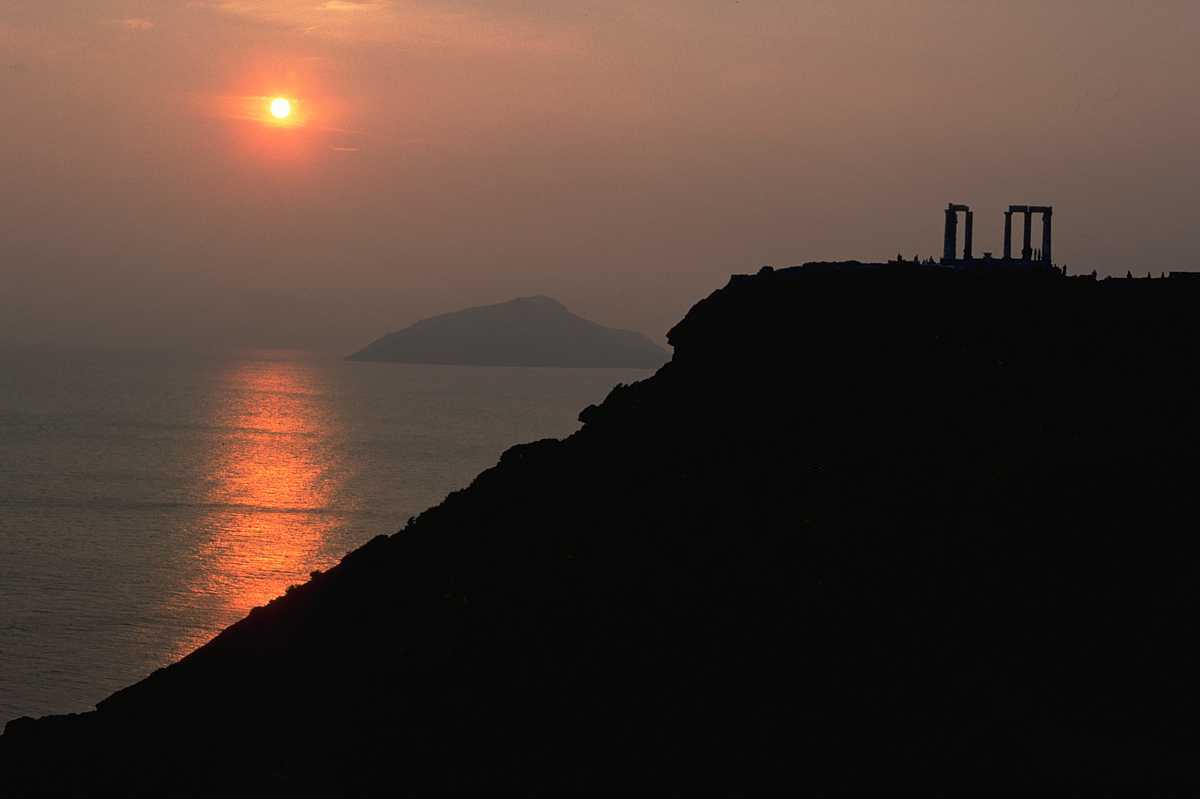
Hoàng hôn ở mũi Sounion

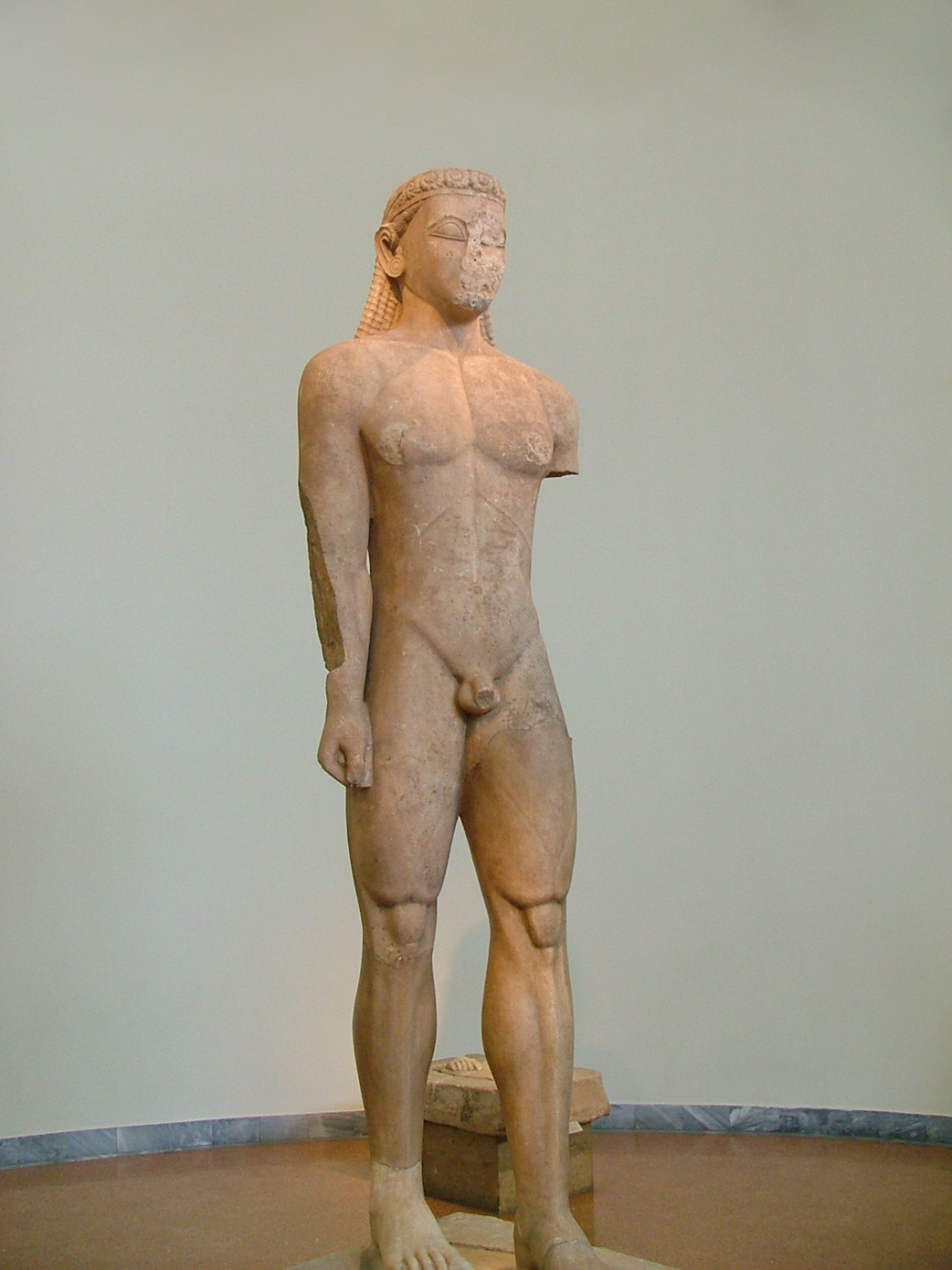
Sounion Kouros (khoảng năm 600 TCN), Bảo tàng Khảo cổ Quốc gia Athens

Mũi Sounion (tiếng Hy Lạp hiện đại: Aκρωτήριο Σούνιο Akrotírio Soúnio [akroˈtirʝo ˈsuɲo]; tiếng Hy Lạp cổ: Ἄκρον Σούνιον Άkron Soúnion, Latin hóa Sunium; tiếng Venezia: Capo Colonne "Mũi của các cột") là mũi đất nhô ra ở cực nam của bán đảo Attica, 8 km về phía nam thị trấn Lavrio (cổ Thoricus), và 70 km phía đông nam của Athens.
Nó là một phần của khu tự quản Lavreotiki, Đông Attica, Hy Lạp.
Cape Sounion được chú ý với Đền thờ Poseidon, một trong những di tích chính của Thời đại hoàng kim của Athens. Phần còn lại của nó nằm trên mũi đất, bao quanh ba mặt của biển.

## Lịch sử
Tài liệu tham khảo văn học sớm nhất về Sounion là trong Odyssey của Homer (III. 278–285). 
Câu chuyện kể lại rằng khi các chỉ huy Hy Lạp khác nhau đi thuyền từ Troia, người lái thuyền của vua Menelaus của Sparta đã chết tại đồn của mình trong khi đi vòng tròn "Holy Sounion, Cape của Athens." Menelaus đã hạ cập bờ tại Sounion để trao cho người bạn đồng hành danh dự tang lễ đầy đủ (tức là hỏa táng trên giàn thiêu trên bãi biển).
Khảo cổ tìm thấy vào ngày này từ năm 700 trước Công nguyên. Herodotus (VI.87) đề cập rằng vào thế kỷ thứ sáu trước Công nguyên, người Athen đã tổ chức một lễ hội hàng năm tại Sounion, liên quan đến các nhà lãnh đạo của Athens đi thuyền tới mũi trên một chiếc thuyền thiêng.